# گل‌های معرفت
گل‌های معرفت عنوان کتابی از اریک امانوئل اشمیت نویسنده ، نمایش‌نامه‌نویس و فیلسوف فرانسوی که با ترجمه سروش حبیبی به فارسی برگرداننده شده است.

## در مورد کتاب
کتاب «گلهای معرفت» از سه داستان تشکیل شده است: میلارپا، ابراهیم آقا و گل‌های قرآن، اسکار و بانوی گلی پوش. داستان اول به بودیسم می‌پردازد، دومی به اسلام (و البته در حاشیه آن، یهودیت) و سومی به مسیحیت. این کتاب خاستگاه اصلی اش دین و تفکر مذهبی است.